# バイセイリア・ローハイド
バイセイリア・ローハイド（英語: Visalia Rawhide）は、アメリカ合衆国カリフォルニア州トゥーレアリ郡バイセイリアに本拠地をおくマイナーリーグのプロ野球チーム。MLBのアリゾナ・ダイヤモンドバックス傘下A+級チームでカリフォルニアリーグ南地区に所属している。本拠地球場はレクリエーション・パーク。

## 歴史
1946年にバイセイリア・カブスの名で創設され、カリフォルニアリーグに加盟した。1975年まではチーム名は親球団のものを使用していた。
1年おいた1977年からはバイセイリア・オークスとなり、ミネソタ・ツインズ傘下となった。そこから1992年までの間、カービー・パケット、ケント・ハーベック、チャック・ノブロックなどを輩出した。
1990年代には中日ドラゴンズや千葉ロッテマリーンズから選手が野球留学で派遣されていた。チーム名がセントラルバレー・ロッキーズとなっていた1994年、中日から派遣された野口茂樹は137.1回で161個の三振を奪い、この年のリーグトップの成績を収めている。
2009年からはチーム名がバイセイリア・ローハイドに改称された。"ローハイド"の由来は、バイセイリアが全米でもトップの酪農地帯であり、牛追いのカウボーイが使用する革製の鞭（ローハイド）からきている。

## 過去の主な所属選手
- ケン・ハレルソン
- トム・ロブソン
- ケン・シングルトン
- アイク・ハンプトン
- リー・マジーリ
- ジョー・シャボニュー
- トム・ケリー (内野手)
- ケント・ハーベック
- カービー・パケット
- ジェイ・ベル
- トレイ・ヒルマン
- ショーン・ギルバート
- ポール・アボット
- チャック・ノブロック
- ウィリー・バンクス
- スコット・エリクソン
- 藤本健治
- 佐川潔
- 小沢浩一
- 四條稔
- ブライアン・ラービー
- パット・マホームズ
- デニー・ネーグル
- アラン・ニューマン
- マーティ・コードバ
- カルロス・プリード
- フアン・アセベド
- エディ・グアダード
- クレイグ・カウンセル
- エンジェル・エチェバリア
- ネルソン・リリアーノ
- エリック・ウェッジ
- ルディ・シアネス
- ネイフィ・ペレス
- 佐々木健一
- 野口茂樹
- 吉田篤史
- 林博康
- 大村巌
- 武藤潤一郎
- 関清和
- 遠山昭治
- 和田孝志
- 榎康弘
- 立川隆史
- 井手元健一朗
- 遠藤政隆
- ロッド・バラハス
- デーブ・ロバーツ (外野手)
- 伊藤真
- 干場崇永
- エリック・チャベス
- ラモン・ヘルナンデス
- ケビン・グレッグ
- エリック・バーンズ
- バリー・ジト
- アンヘル・ベローア
- ディオニス・セサル
- エステバン・ヘルマン
- ジェラルド・レアード
- マリオ・バルデス
- スコット・チャイアソン
- ニール・コッツ
- ジェレミー・ブラウン
- フレディ・バイナム
- ニック・スウィッシャー
- シェーン・コミネ
- ジョン・ライネッカー
- ジェイソン・ニックス
- パブロ・オズーナ
- フアン・ウリーベ
- ジェフ・フランシス
- ウバルド・ヒメネス
- ライアン・スパイアー
- ジェフ・ベイカー
- ライアン・スピルボーズ
- エリオット・ジョンソン
- ジェイソン・プライディ
- ルディ・ルーゴ
- ジーン・マチー
- ジェフ・ニーマン
- ジェフ・リッジウェイ
- アンディ・ソナンスタイン
- ブライアン・ストークス
- リード・ブリニヤク
- オーブリー・ハフ
- ジョン・ジェイソ
- エバン・ロンゴリア
- ブランドン・マン
- エバン・ミーク
- ペドロ・シリアコ
- アーロン・カニンガム
- ジョン・ヘスター
- ヘラルド・パーラ
- ラスティ・ライアル
- レイソン・セプティモ
- ジャスティン・アップトン
- ヘクター・アンブリーズ
- ブレット・アンダーソン
- デイナ・イブランド
- ランディ・ジョンソン
- マックス・シャーザー
- クリス・スナイダー
- エバン・スクリブナー
- コリン・カウギル
- コナー・ジャクソン
- ジョシュ・コルメンター
- トム・ゴードン
- トミー・レイン
- ウェイド・マイリー
- ジョーダン・ノルベルト
- ジャロッド・パーカー
- ブライアン・ショウ
- マット・デビッドソン
- ポール・ゴールドシュミット
- マーク・クラウス
- ライアン・ウィーラー
- チェイス・アンダーソン
- ライアン・クック
- パトリック・コービン
- ジェフ・ブラム
- キーオン・ブロクストン
- アダム・イートン (外野手)
- クリス・オーウィングス
- マイク・ベルフィオーレ
- ユーリー・デラロサ
- ザック・デューク
- デビッド・ホルムバーグ
- エバン・マーシャル
- タイラー・スカッグス
- マイク・フリーマン
- エンダー・インシアーテ
- クリス・ヤング (外野手)
- マイク・ボルシンガー
- アンドリュー・チェイフィン
- ブレイディン・ヘーゲンズ
- D.J.ジョンソン
- 斎藤隆
- ボー・シュルツ
- ジェイク・ラム
- デビッド・ペラルタ
- マイケル・ペレス
- コディ・ロス
- ジェイク・バレット
- アーチー・ブラッドリー
- ソクラテス・ブリトー
- ブランドン・ドルーリー
- リー・マジーリ
- アーロン・ブレアー
- トレバー・ケーヒル
- ブレイデン・シップリー
- フィル・ゴセリン
- ミッチ・ハニガー
- ダニエル・パルカ
- アンソニー・バンダ
- シルビーノ・ブラチョ
- ザック・ゴドリー
- デビッド・ヘルナンデス
- A.J.ポロック
- ブラッド・ケラー
- シェルビー・ミラー
- グレゴール・ブランコ
- ルビー・デラロサ
- ジョン・デュプランティアー
- ヨアン・ロペス
- ロビー・レイ
- スティーブン・スーザ・ジュニア
- マット・アンドリース
- クレイ・バックホルツ
- ランドール・デルガド